# Альпійська симфонія
Альпійська симфонія, op. 64 (нім. Eine Alpensinfonie) — остання симфонічна поема німецького композитора Ріхарда Штрауса, написана в 1915 році. Незважаючи на назву «симфонія», за формою цей твір є характерною для Штрауса програмною симфонічною поемою.

## Історія
Ідея зобразити в музиці сходження в гори вперше прийшла композитору в голову ще в юності. Першу спробу здійснити її Штраус зробив у серпні 1878 року, проте згідно зізнанням самого композитора, результат виявився незадовільним. Пізніше він повертався до цієї ідеї в 1902 році, але також безрезультатно. Перші начерки майбутньої симфонічної поеми Ріхард Штраус зробив в 1911 році, однак незабаром переключився на роботу над оперою «Жінка без тіні» і знову повернувся до Альпійської симфонії лише в 1914 році. Вперше цей твір було виконано 18 лютого 1915 року в Берліні під керуванням автора.
Різні виконавці здійснили кілька десятків аудіозаписів Альпійської симфонії, в тому числі Баварський державний оркестр під керуванням самого Ріхарда Штрауса (1941), Саксонська державна капела під управлінням Карла Бема (1957) і Рудольфа Кемпе (1971), Берлінський філармонічний оркестр під керуванням Герберта фон Караяна (1981), симфонічний оркестр Ленінградської філармонії під керуванням Євгена Мравінського (1964), Лондонський симфонічний оркестр під управлінням Бернарда Гайтінка (2009) та інші.

## Програма

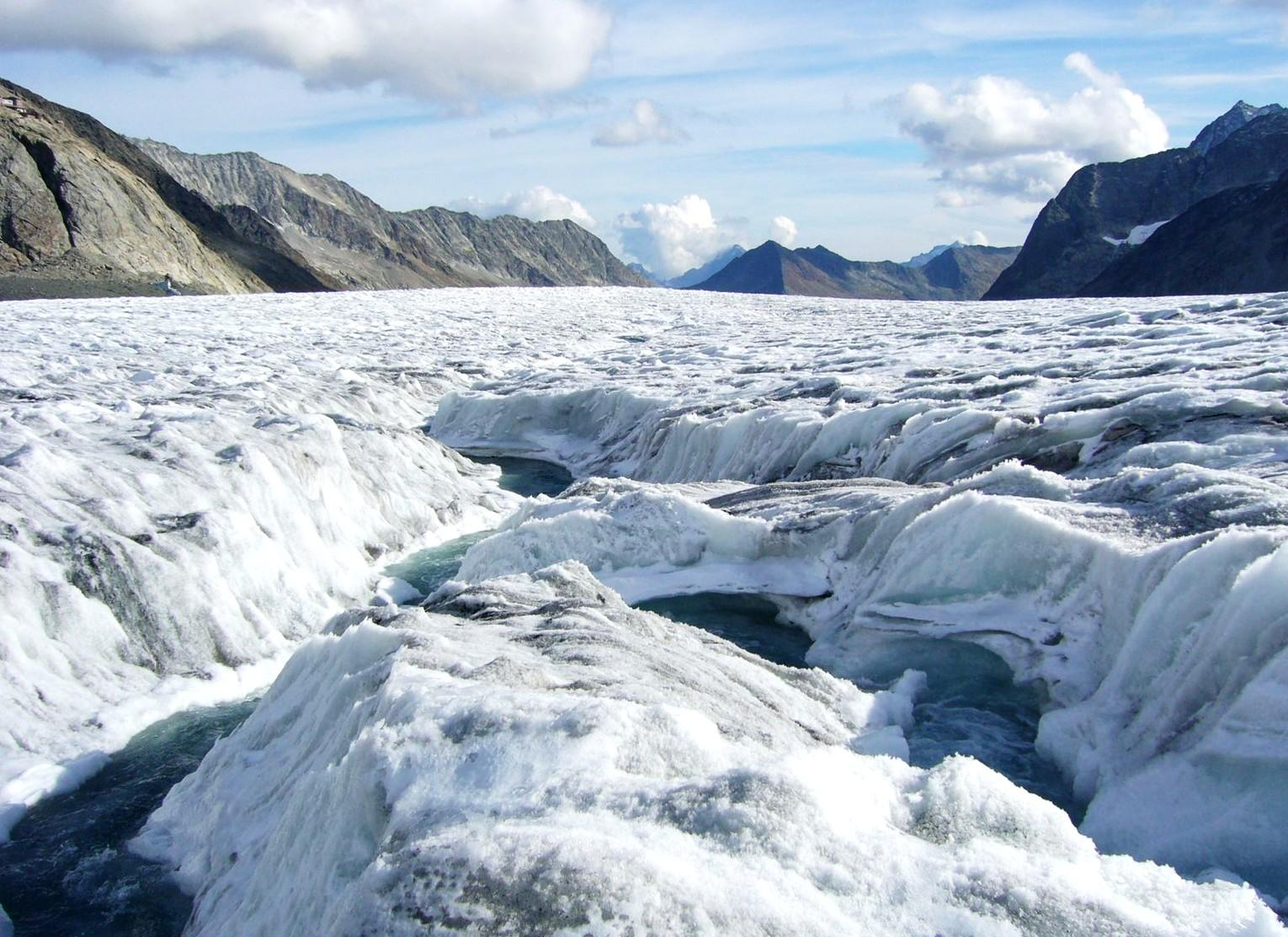
Льодовик у швейцарських альпах

Твір виконується без перерви, проте має детальну програму, що описує різні етапи подорожі до Альп. Партитура містить такі назви:
1. Nacht (Ніч)
2. Sonnenaufgang (Схід Сонця)
3. Der Anstieg (Сходження)
4. Eintritt in den Wald (Вхід у ліс)
5. Wanderung neben dem Bache (Прогулянка уздовж струмка)
6. Am Wasserfall (На водоспад)
7. Erscheinung (Зовнішній вигляд)
8. Auf blumigen Wiesen (Квітучі поля)
9. Auf der Alm (Альпійські луки)
10. Durch Dickicht und Gestrüpp auf Irrwegen (Через хащі і підліски на хибному шляху)
11. Auf dem Gletscher (На льодовику)
12. Gefahrvolle Augenblicke (Небезпечні пригоди)
13. Auf dem Gipfel (На вершині)
14. Vision (Бачення)
15. Nebel steigen auf (Туман на підйомі)
16. Die Sonne verdüstert sich allmählich (Сонце поступово темніє)
17. Elegie (Елегія)
18. Stille vor dem Sturm (Затишшя перед бурею)
19. Gewitter und Sturm, Abstieg (Гроза і буря, спуск)
20. Sonnenuntergang (Схід Сонця)
21. Ausklang (Фінал)
22. Nacht (Ніч)

З точки зору аналізу музичної форми, ці розділи можна згрупувати разом як «симфонічну форму в дусі поем Ф. Ліста, з елементами вступу, сонатного алегро, скерцо, повільної частини, фіналу і епілогу.» В цілому, однак, вважають, що подібні чинники є вторинними по відношенню до програмних чинників — зображальності, логіці оповідання.